# Amandman
Amandman (francuski: amendement od latinskog emendatio, amendamentum) je izraz za korekciju nekog pravnog dokumenta, prije svega zakonskih, iako se to može odnositi i na obični trgovački ugovor.
Amandan se razlikuje od ostalih dopuna zakona po tome što se ne dira u izvorni prvobitni tekst, već se novi tekst dodaje na kraju propisa na koji se odnosi, kad ga usvoji (izglasa) nadležno zakonodavno tijelo.

## Karakteristike i povijest
Gotovo je uobičajena procedura u svim parlamentima svijeta, da se nakon prijedloga nekog zakona, prije njegovog konačnog donošenja, predlažu amandmani, o kojima se glasa i ovisno o tome jesu li prihvaćeni - ulaze u konačni tekst zakona, kao njegove dopune.
Budući da izmjene i dopune nacionalnog ustava mogu iz temelja promijeniti politički sustav ili vladajuće institucije u nekoj zemlji, takve izmjene najčešće se vrše po točno propisanoj proceduri.
Najpoznatiji amandmani na svijetu su oni kojima je dopunjen američki ustav, u njemu članak V propisuje načine za izmjene i dopune tog dokumenta. Prvih 10 amandmana koji su dodani temeljnom ustavnom aktu, zovu se Zakon o pravima (engleski: Bill of Rights). Do danas je dodano ukupno 27 amandmana na američki ustav.
Da bi se neki amandman usvojio, potrebno je da ga izglasa 2/3 članova oba doma Kongresa (Predstavnički dom i Senat), a nakon tog raticifira najmanje 3/4 saveznih država. Kongres odlučuje tko može ratificirati - amandman u ime država - njihovi zakonski predstavnici, ili lokalni poslanici na posebno organiziranoj konvenciji (iako se to dogodilo samo u jednom slučaju, kad je izglasan 21 amandman kojim je ukinuta prohibicija).Danas su brojne američke savezne države, uvele u svoje ustave klauzule po kojima amandmane na američki ustav moraju odobriti birači na referendumu.

## Vanjske poveznice
- Amendment na portalu Encyclopædia Britannica